# Sanluisi puntiaguda
Sanluisi puntiaguda is een spinnensoort uit de familie trilspinnen (Pholcidae). De soort komt voor in Venezuela en is de typesoort van het geslacht Sanluisi.